# Miasnikovka
Miasnikovka (en georgiano: მიასნიკოვკა) o Dal (en abjasio: Дал) es una aldea que pertenece a la parcialmente reconocida República de Abjasia, parte del distrito de Gulripshi, aunque de iure pertenece al municipio de Gulripshi de la República Autónoma de Abjasia de Georgia.

## Toponimia
El nombre histórico de la aldea es Dali (en georgiano: დალი), que proviene de la deidad cazadora esvana. En la Edad Media, Dalí era el nombre de una mujer histórica que cubría la parte superior del río Kodori. En los primeros años del gobierno soviético, el lugar se llamó Bebutovka (en georgiano: ბებუთოვკა). En 1949, el nombre de la aldea se cambió Miasnikovka, en honor al revolucionario armenio Aleksándr Miasnikián.

## Geografía
Miasnikovka se encuentra en las estribaciones de los montes de Abjasia, en la orilla derecha del río Kodori. La aldea se encuentra a 51 km de Gulripshi y se administra desde el pueblo de Lata.

## Historia
Dali es mencionado por Johann Güldenstedt en los años 30 del siglo XIX y en 1867 por A. Abriutsky y A. Nordman. La población local fue completamente deportada al Imperio otomano. Más tarde se establecieron aquí los armenios que emigraron del Imperio otomano. 

## Demografía
La evolución demográfica de Miasnikovka entre 1959 y 1989 fue la siguiente:
| 168                                                 | 0 |
| (Fuente: Population of Abkhazia since Soviet times) |   |

Antes de la guerra de Abjasia, la mayoría de la población local eran armenios.